# Мневис
Мневис је био староегипатско божанство настало у Хелиополису, које је представљало живог Ра, бога Сунца.
Сматрало се да се кроз његов живот понавља Раов, а потом и Озирисов живот. Приказивао се у облику бика, који је по египатској митологији сматран за свету животињу. Као и сви египатски бикови, сматран је за симболом плодности. Често се у приказивању појављује са Кемефисом и повезиван са древним рађањем, умирањем и поновним рађањем небеских тела. Иако се не зна тачно порекло и значење Мневисовог имена и када је он заправо и настао, сматра се да зачеће његовог култа настало у преддинастичком Хелиополису. За време фараона из друге династије, Мневис је прерастао у божанство које су поштовали сви будући владари. 
Бик Мневис је живео у свом храму саграђеног у Мелиополису. Најчешће је приказивана као црна, а понекад и шарена, животиња широких леђа. Понекад је осликаван како на својум леђима носи сунчани колут и уреус.